# Catasticta tomyris
Catasticta tomyris is een vlinder uit de onderfamilie Pierinae van de familie van de witjes (Pieridae). De wetenschappelijke naam van de soort werd in 1865 gepubliceerd door Cajetan Freiherr von Felder & Rudolf Felder.

## Ondersoorten
- Catasticta tomyris tomyris
- Catasticta tomyris barbara
- Catasticta tomyris myris
- Catasticta tomyris subtamina
- Catasticta tomyris subtomyris
- Catasticta tomyris tamina